# Бен-Хатира, Энис
Энис Бен-Хатира (нем. Änis Ben-Hatira; 18 июля 1988, Берлин, Германия) — тунисский футболист, полузащитник.

## Карьера

### Клубная
Обучался в футбольных школах немецких клубов, был заигран за профессиональные клубы «Теннис-Боруссия» и «Герта». С 2007 по 2011 год играл в «Гамбурге». В сезоне 2009/10 играл в аренде в «Дуйсбурге». 31 августа 2011 года перешёл в «Герту», в составе которой выступал до 2015 года. Провёл сезон в «Айнтрахте», а 22 августа 2016 перешёл в «Дармштадт 98», но 27 января 2017 года с игроком был разорван контракт по причине того, что он переводил деньги экстремистским группировкам.

### В сборной
Привлекался в молодёжную сборную Германии, участвовал в МЧЕ-2009 и выиграл его вместе со своей командой. С 2012 года выступает за сборную Туниса.

## Вне футбола
Бен-Хатира оказывал гуманитарную помощь жителям Сектора Газа (поставка воды и строительство детского дома), переводя средства на счёт организации Ansaar International, чья деятельность запрещена в Германии. Несмотря на то, что Энис организовал благотворительный футбольный турнир для палестинских детей, в «Дармштадте», узнав о сотрудничестве Бен-Хатиры, аннулировали с ним контракт.